# Bothi Baji
Bothi Baji es una localidad de México perteneciente al municipio de Actopan en el estado de Hidalgo.

## Geografía
A la localidad le corresponden las coordenadas geográficas 20°14’33.385” de latitud norte y 98°56’46.493” de longitud oeste, con una altitud de 1988 m s. n. m. Se encuentra a una distancia aproximada de 3.17 kilómetros al sur de la cabecera municipal, Actopan.
En cuanto a fisiografía se encuentra dentro de la provincia del Eje Neovolcánico dentro de la subprovincia de Llanuras y Sierras de Querétaro e Hidalgo; su terreno es de lomerío. En lo que respecta a la hidrología se encuentra posicionado en la región Panuco, dentro de la cuenca del río Moctezuma, en la subcuenca del río Actopan. Cuenta con un clima semiseco templado.

## Demografía
En 2010 registró una población de 698 personas, lo que corresponde al 1.14 % de la población municipal. De los cuales 345 son hombres y 353 son mujeres. Tiene 198 viviendas particulares habitadas.
| Gráfica de evolución demográfica de Bothi Baji entre 1930 y 2020                                            |
| |
| Población de los censos y conteos del Instituto Nacional de Estadística y Geografía (INEGI) de 1930 a 2010. |

## Economía
La localidad tiene un grado de marginación bajo y un grado de rezago social muy bajo.